# Liste der Mitglieder des Senats im 24. Kongress der Vereinigten Staaten
Die Senatoren im 24. Kongress der Vereinigten Staaten wurden zu einem Drittel 1834 und 1835 neu gewählt. Vor der Verabschiedung des 17. Zusatzartikels 1913 wurde der Senat nicht direkt gewählt, sondern die Senatoren wurden von den Parlamenten der Bundesstaaten bestimmt. Jeder Staat wählt zwei Senatoren, die unterschiedlichen Klassen angehören. Die Amtszeit beträgt sechs Jahre, alle zwei Jahre wird für die Sitze einer der drei Klassen gewählt. Zwei Drittel des Senats bestehen daher aus Senatoren, deren Amtszeit noch andauert.
Die Amtszeit des 24. Kongresses ging vom 4. März 1835 bis zum 3. März 1837. Seine erste Tagungsperiode fand vom 7. Dezember 1835 bis zum 4. Juli 1836 in Washington, D.C. statt, die zweite Periode vom 5. Dezember 1836 bis zum 3. März 1837.

## Zusammensetzung und Veränderungen
Nach der Präsidentschaftswahl 1824 zerfiel das First Party System in mehrere Faktionen, von denen schließlich zwei übrigblieben, die Anhänger des späteren Präsidenten Andrew Jackson und seine Gegner. Aus der Jackson-Faktion entstand in den folgenden Jahren die bis heute bestehende Demokratische Partei, aus der Anti-Jackson-Faktion entstand zunächst die National Republican Party, später die United States Whig Party. Im 23. Kongress saßen am Ende seiner Amtszeit 26 Anti-Jacksonians, 20 Jacksonians sowie zwei Nullifier im Senat. Bei den Wahlen 1834 und 1835 verloren die Jacksonians zwei Sitze an ihre Gegner, konnten aber umgekehrt drei Sitze von diesen gewinnen. Der gewählte Senator von Louisiana trat aus Gesundheitsgründen das Amt nicht an, so dass dem Senat zunächst 24 Anti-Jacksonians, 21 Jacksonians und zwei Nullifier angehörten, ein Sitz war vakant. Mehrere Todesfälle und Rücktritte machten insgesamt neun Nachwahlen nötig. Dabei gewannen die Jacksonians fünf bisher von Anti-Jacksonians gehaltene Sitze. Da auch der vakante Sitz und die vier neuen Sitze der als 25. und 26. Staat in die Union aufgenommenen Arkansas und Michigan an Jacksonians gingen, lag deren Mehrheit zum Ende des 24. Kongresses bei 31 Senatoren gegen 19 Anti-Jacksonians und zwei Nullifier.

## Spezielle Funktionen
Nach der Verfassung der Vereinigten Staaten ist der Vizepräsident der Vorsitzende des Senats, ohne ihm selbst anzugehören. Bei Stimmengleichheit gibt seine Stimme den Ausschlag. Während des 24. Kongresses war Martin Van Buren Vizepräsident. Im Gegensatz zur heutigen Praxis leitete der Vizepräsident bis ins späte 19. Jahrhundert tatsächlich die Senatssitzungen. Ein Senator wurde zum Präsidenten pro tempore gewählt, der bei Abwesenheit des Vizepräsidenten den Vorsitz übernahm. Vom 4. März bis zum 6. Dezember 1835 war weiter der vom 23. Kongress gewählte John Tyler Präsident pro tempore, vom 1. Juli bis zum 4. Dezember 1836 sowie vom 28. Januar bis zum Ende des Kongresses am 3. März 1837 William R. King.

## Liste der Senatoren
Unter Partei ist vermerkt, ob ein Senator den Anhängern oder den Gegnern von Andrew Jackson zugeordnet wird oder der Nullifier Party angehörte. Unter Staat sind die Listen der Senatoren des jeweiligen Staats verlinkt. Die reguläre Amtszeit richtet sich nach der Senatsklasse: Senatoren der Klasse I waren bis zum 3. März 1839 gewählt, die der Klasse II bis zum 3. März 1841 und die der Klasse III bis zum 3. März 1837. Das Datum gibt an, wann der entsprechende Senator in den Senat aufgenommen wurde, eventuelle frühere Amtszeiten nicht berücksichtigt. Unter Sen. steht die fortlaufende Nummer der Senatoren in chronologischer Ordnung, je niedriger diese ist, umso größer ist in der Regel die Seniorität des Senators. Die Tabelle ist mit den Pfeiltasten sortierbar.
| Senator                | Partei           | Staat          | Klasse | Datum         | Sen. | Anmerkung                                                               |
| ---------------------- | ---------------- | -------------- | ------ | ------------- | ---- | ----------------------------------------------------------------------- |
| William R. King        | Jacksonian       | Alabama        | II     | 14. Dez. 1819 | 232  | Präsident pro tempore                                                   |
| Gabriel Moore          | Anti-Jacksoniana | Alabama        | III    | 4. März 1831  | 313  |                                                                         |
| William Savin Fulton   | Jacksonian       | Arkansas       | II     | 18. Sep. 1836 | 349  |                                                                         |
| Ambrose H. Sevier      | Jacksonian       | Arkansas       | III    | 18. Sep. 1836 | 350  |                                                                         |
| Nathan Smith           | Anti-Jacksonian  | Connecticut    | I      | 4. März 1833  | 328  | starb am 6. Dezember 1835                                               |
| John Milton Niles      | Jacksonian       | Connecticut    | I      | 14. Dez. 1835 | 344  | gewählt als Nachfolger von Smith                                        |
| Gideon Tomlinson       | Anti-Jacksonian  | Connecticut    | III    | 4. März 1831  | 315  |                                                                         |
| Arnold Naudain         | Anti-Jacksonian  | Delaware       | I      | 7. Jan. 1830  | 303  | trat am 16. Juni 1836 zurück                                            |
| Richard H. Bayard      | Anti-Jacksonian  | Delaware       | I      | 17. Juni 1836 | 348  | gewählt als Nachfolger von Naudain                                      |
| John Middleton Clayton | Anti-Jacksonian  | Delaware       | II     | 4. März 1829  | 296  | trat am 29. Dezember 1836 zurück                                        |
| Thomas Clayton         | Anti-Jacksonian  | Delaware       | II     | 9. Jan. 1837  | 258  | gewählt als Nachfolger von J. M. Clayton früher im 18. und 19. Kongress |
| John Pendleton King    | Jacksonian       | Georgia        | II     | 21. Nov. 1833 | 332  |                                                                         |
| Alfred Cuthbert        | Jacksonian       | Georgia        | III    | 12. Jan. 1835 | 338  |                                                                         |
| John M. Robinson       | Jacksonian       | Illinois       | II     | 11. Dez. 1830 | 306  |                                                                         |
| Elias Kane             | Jacksonian       | Illinois       | III    | 4. März 1825  | 268  | starb am 12. Dezember 1835                                              |
| William Lee D. Ewing   | Jacksonian       | Illinois       | III    | 30. Dez. 1835 | 345  | ernannt als Nachfolger von Kane                                         |
| John Tipton            | Jacksonian       | Indiana        | I      | 3. Jan. 1832  | 320  |                                                                         |
| William Hendricks      | Anti-Jacksonian  | Indiana        | III    | 4. März 1825  | 267  |                                                                         |
| John J. Crittenden     | Anti-Jacksonian  | Kentucky       | II     | 4. März 1835  | 206  | früher im 15. Kongress                                                  |
| Henry Clay             | Anti-Jacksonian  | Kentucky       | III    | 10. Nov. 1831 | 270  | früher im 9. und 11. Kongress                                           |
| Robert C. Nicholas     | Jacksonian       | Louisiana      | II     | 13. Jan. 1836 | 346  |                                                                         |
| Alexander Porter       | Anti-Jacksonian  | Louisiana      | III    | 19. Dez. 1833 | 335  | trat am 5. Januar 1837 zurück                                           |
| Alexander Mouton       | Jacksonian       | Louisiana      | III    | 12. Jan. 1837 | 355  | gewählt als Nachfolger von Porter                                       |
| Ether Shepley          | Jacksonian       | Maine          | I      | 4. März 1833  | 327  | trat am 3. März 1836 zurück                                             |
| Judah Dana             | Jacksonian       | Maine          | I      | 7. Dez. 1836  | 352  | ernannt als Nachfolger von Shepley                                      |
| John Ruggles           | Jacksonian       | Maine          | II     | 20. Jan. 1835 | 339  |                                                                         |
| Joseph Kent            | Anti-Jacksonian  | Maryland       | I      | 4. März 1833  | 325  |                                                                         |
| Robert H. Goldsborough | Anti-Jacksonian  | Maryland       | III    | 13. Jan. 1835 | 177  | starb am 5. Oktober 1836 früher im 13. bis 15. Kongress                 |
| John S. Spence         | Anti-Jacksonian  | Maryland       | III    | 31. Dez. 1836 | 354  | gewählt als Nachfolger von Goldsborough                                 |
| Daniel Webster         | Anti-Jacksonian  | Massachusetts  | I      | 17. Dez. 1827 | 291  |                                                                         |
| John Davis             | Anti-Jacksonian  | Massachusetts  | II     | 4. März 1835  | 340  |                                                                         |
| Lucius Lyon            | Jacksonian       | Michigan       | I      | 26. Jan. 1837 | 356  |                                                                         |
| John Norvell           | Jacksonian       | Michigan       | II     | 26. Jan. 1837 | 357  |                                                                         |
| John Black             | Anti-Jacksoniana | Mississippi    | I      | 12. Nov. 1832 | 321  |                                                                         |
| Robert J. Walker       | Jacksonian       | Mississippi    | II     | 4. März 1835  | 342  |                                                                         |
| Thomas Hart Benton     | Jacksonian       | Missouri       | I      | 10. Aug. 1821 | 247  |                                                                         |
| Lewis F. Linn          | Jacksonian       | Missouri       | III    | 25. Okt. 1833 | 331  |                                                                         |
| Henry Hubbard          | Jacksonian       | New Hampshire  | II     | 4. März 1835  | 341  |                                                                         |
| Isaac Hill             | Jacksonian       | New Hampshire  | III    | 4. März 1831  | 309  | trat am 30. Mai 1836 zurück                                             |
| John Page              | Jacksonian       | New Hampshire  | III    | 8. Juni 1836  | 347  | gewählt als Nachfolger von Hill                                         |
| Samuel L. Southard     | Anti-Jacksonian  | New Jersey     | I      | 4. März 1833  | 241  | früher im 16. bis 17. Kongress                                          |
| Garret D. Wall         | Jacksonian       | New Jersey     | II     | 4. März 1835  | 343  |                                                                         |
| Nathaniel P. Tallmadge | Jacksonian       | New York       | I      | 4. März 1833  | 330  |                                                                         |
| Silas Wright           | Jacksonian       | New York       | III    | 4. Jan. 1833  | 324  |                                                                         |
| Bedford Brown          | Jacksonian       | North Carolina | II     | 9. Dez. 1829  | 301  |                                                                         |
| Willie Person Mangum   | Anti-Jacksoniana | North Carolina | III    | 4. März 1831  | 310  | trat am 26. November 1836 zurück                                        |
| Robert Strange         | Jacksonian       | North Carolina | III    | 5. Dez. 1836  | 351  | gewählt als Nachfolger von Mangum                                       |
| Thomas Morris          | Jacksonian       | Ohio           | I      | 4. März 1833  | 326  |                                                                         |
| Thomas Ewing           | Anti-Jacksonian  | Ohio           | III    | 4. März 1831  | 308  |                                                                         |
| Samuel McKean          | Jacksonian       | Pennsylvania   | I      | 7. Dez. 1833  | 334  |                                                                         |
| James Buchanan         | Jacksonian       | Pennsylvania   | III    | 6. Dez. 1834  | 337  |                                                                         |
| Asher Robbins          | Anti-Jacksonian  | Rhode Island   | I      | 28. Okt. 1825 | 275  |                                                                         |
| Nehemiah R. Knight     | Anti-Jacksonian  | Rhode Island   | II     | 9. Jan. 1821  | 240  |                                                                         |
| John C. Calhoun        | Nullifier        | South Carolina | II     | 29. Dez. 1832 | 323  |                                                                         |
| William C. Preston     | Nullifier        | South Carolina | III    | 26. Nov. 1833 | 333  |                                                                         |
| Felix Grundy           | Jacksonian       | Tennessee      | I      | 19. Okt. 1829 | 300  |                                                                         |
| Hugh Lawson White      | Anti-Jacksoniana | Tennessee      | II     | 28. Okt. 1825 | 274  |                                                                         |
| Benjamin Swift         | Anti-Jacksonian  | Vermont        | I      | 4. März 1833  | 329  |                                                                         |
| Samuel Prentiss        | Anti-Jacksonian  | Vermont        | III    | 4. März 1831  | 314  |                                                                         |
| John Tyler             | Anti-Jacksoniana | Virginia       | I      | 4. März 1827  | 290  | Präsident pro tempore trat am 29. Februar 1836 zurück                   |
| William C. Rives       | Jacksonian       | Virginia       | I      | 4. März 1836  | 322  | gewählt als Nachfolger von Tyler früher im 22. und 23. Kongress         |
| Benjamin W. Leigh      | Anti-Jacksonian  | Virginia       | II     | 26. Feb. 1834 | 336b | trat am 4. Juli 1836 zurück                                             |
| Richard E. Parker      | Jacksonian       | Virginia       | II     | 12. Dez. 1836 | 353  | gewählt als Nachfolger von Leigh                                        |

- a) Moore,[4] Black,[5] Mangum,[6] White[7] und Tyler[8] wurden ursprünglich als Jackson-Anhänger gewählt.
- b) Leigh steht in der Liste des Senats ohne Datum, das angegebene stammt aus der Biographie des Kongresses.[9]